# Saint-Pierre, Haute-Garonne
 Saint-Pierre  là một xã ở tỉnh Haute-Garonne vùng Occitanie tây nam nước Pháp. Xã Saint-Pierre, Haute-Garonne nằm ở khu vực có độ cao 218 mét trên mực nước biển.

## Di tích

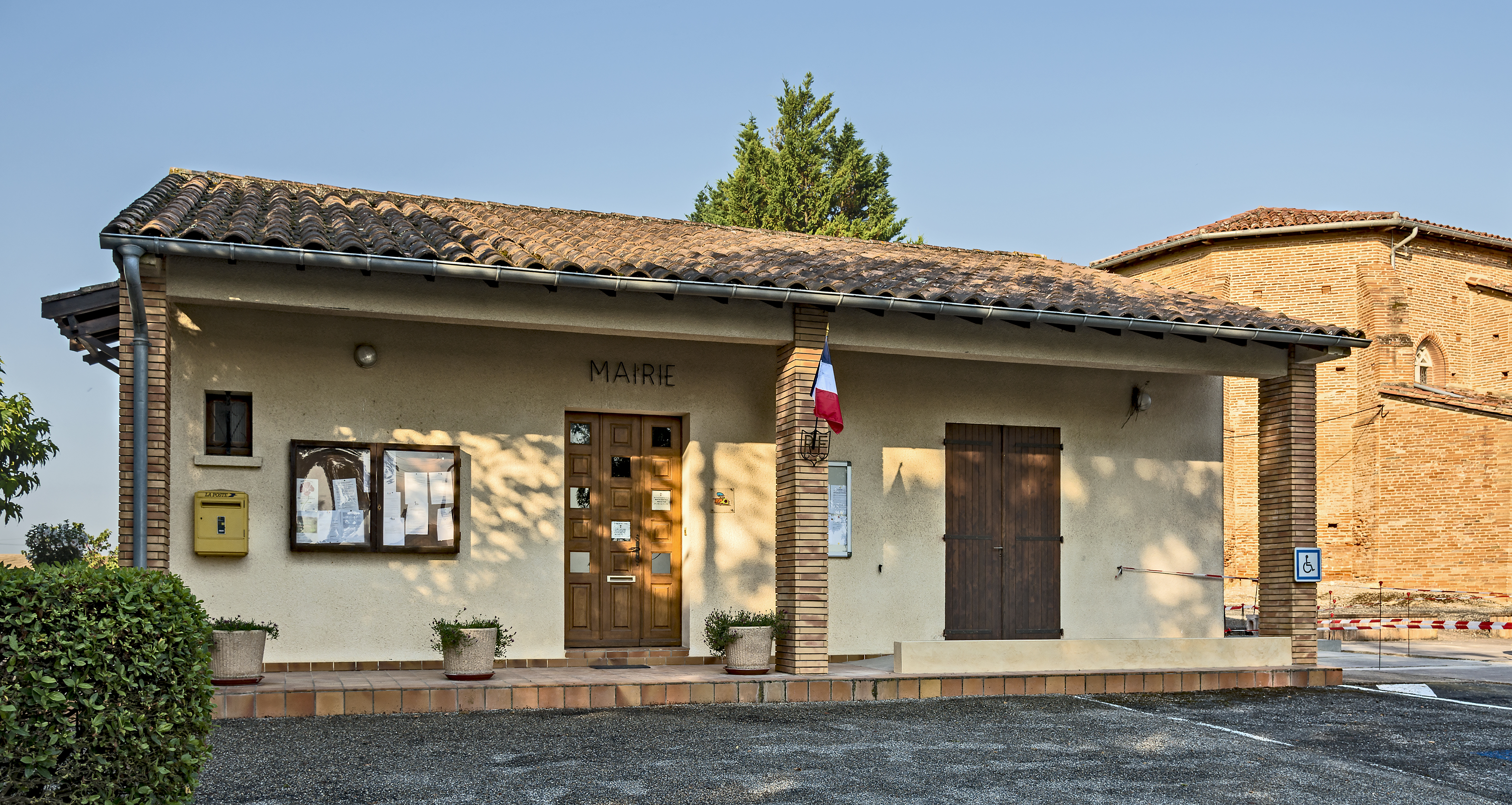
tòa thị chính
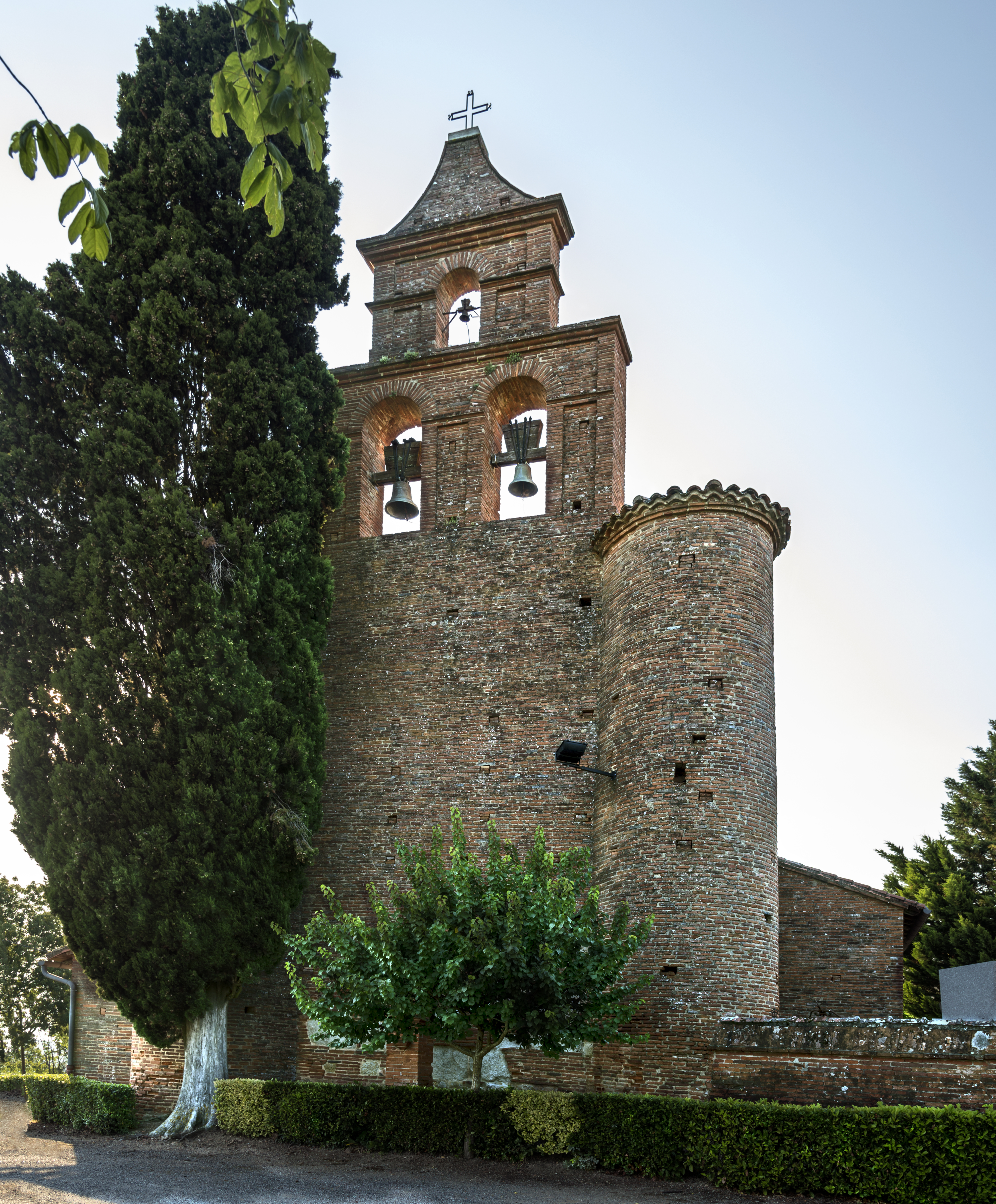
Giáo st.Martin
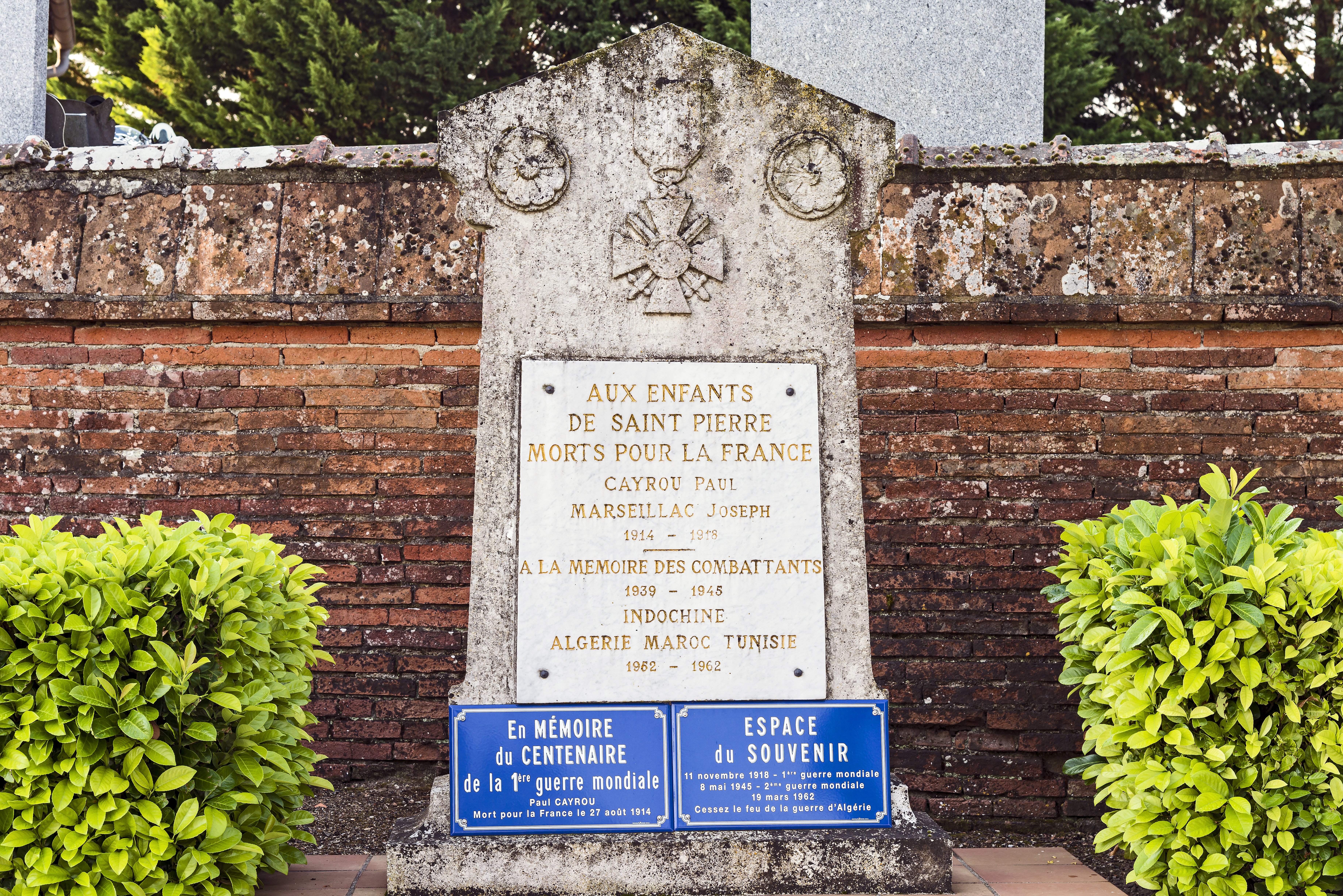
đài tưởng niệm chiến tranh